# Hemsedal skisenter
Hemsedal Skisenter är ett skidområde i Hemsedals kommun i Norge. Skidområdet är Norges näst största och innefattar 49 pister och 21 liftar (varav sex stolliftar). Anläggningen ägs och drivs av Skistar. 
Under barmarkssäsong kan Hemsedal besökas av exempelvis hängglidare, fiskare, ryttare, vandrare och cyklister.